# Wilbur Ware
Wilbur Bernard Ware (* 8. September 1923 in Chicago; † 9. September 1979 in Philadelphia) war ein amerikanischer Jazz-Bassist. 
Wilbur Ware gehört zu den wichtigen Erneuerern des Bass-Spiels der 1950er Jahre. Seine Vorbilder waren Jimmy Blanton und Israel Crosby. Er begleitete unter anderem Thelonious Monk und Sonny Rollins.

## Leben und Wirken
Ware  begann mit dem Banjospiel und Schlagzeug, unterrichtet von seinem Pflegevater. Bald wechselte er zum Bass; es folgten Auftritte in Amateurgruppen und lokalen Bands. Seine ersten professionellen Engagements hatte er bei Big Bill Broonzy sowie Ende der 1940er Jahre bei Sidney Bechet, Stuff Smith, Roy Eldridge und Sonny Stitt. Ware spielte in Chicago zusammen mit Eddie „Cleanhead“ Vinson 1954–55, dann mit Art Blakey 1956. Ab 1956 war er in New York ansässig und arbeitete mit Buddy DeFranco, Sonny Rollins und Thelonious Monk (1957) sowie J. R. Monterose (1959) oder eigenen Bands. Des Weiteren wirkte Ware an Einspielungen von Johnny Griffin, Hank Mobley, Lee Morgan, Zoot Sims, Sonny Clark, Kenny Dorham und Elvin Jones mit.
1957 erschien unter eigenem Namen die LP The Chicago Sound. Drogenprobleme und in der Folge Krankheiten unterbrachen seine musikalische Karriere in den 1960er und 1970er Jahren häufig. Er spielte in dieser Zeit mit Blue Mitchell, Monk, Mobley, Archie Shepp und Clifford Jordan. Zuletzt lebte Wilbur Ware in Philadelphia, wo noch eigene Platten mit Walt Dickerson entstanden. 
Ware beeinflusste mit seinem Bassstil Musiker wie Charlie Haden, der ihn „als den meistunterschätzten, fantastischsten Musiker aller Zeiten“ bezeichnete. Der Bassist Buell Neidlinger meinte: „Wilbur Ware machte aus wenig mehr als jeder Bassist, den ich je gehört habe“. Ware spielte den Bass weder bläser- noch gitarrenartig, sondern instrumentenspezifisch unter Konzentration auf jene Fingerlagen, die gut (und lange) klingen, oder oft auch auf leere Seiten.

## Auswahldiskographie

### Mit Thelonious Monk
- Thelonious Monk with John Coltrane (Riverside Records/OJC, 1957)
- Monk’s Music (Riverside/OJC, 1957)
- Mulligan Meets Monk (Riverside/OJC, 1957)

### Mit Sonny Rollins
- A Night at the Village Vanguard (Blue Note Records, 1957)

### Weitere Aufnahmen als Sideman
- Zoot Sims: Zoot! (Riverside/OJC, 1956)
- Ernie Henry: Presenting Ernie Henry (Riverside/OJC, 1956)
- Kenny Dorham: 2 Horns, 2 Rhythms (Riverside/OJC, 1957)
- Kenny Drew: Pal Joey (Riverside/OJC, 1957)
- Matthew Gee: Jazz by Gee (Riverside/OJC, 1957)
- Toots Tielemans: Man Bites Harmonica (Riverside/OJC, 1957)
- Johnny Griffin: Way Out und Johnny Griffin Sextet (beide Riverside/OJC, 1958)
- Blue Mitchell: Big 6 und Blues on My Mind (beide Riverside/OJC, 1958)
- Grant Green: Standards (Blue Note, 1961)
- Clifford Jordan: Mosaic (Milestone, 1992)